# 狮头山石刻
狮头山石刻，是位于中国福建省霞浦县松港街道桥头村狮头山的一个清代石刻，于1981年5月公布为霞浦县文物保护单位。
狮头山石刻是霞浦县境内清末留下的较为珍贵的一处题刻碑记。光绪十一年（1885年，系中法战争末期）福宁总兵侯名贵为防御法国入侵，招募楚军在狮头山修筑营房炮台，并留下摩崖石刻，共2处，有楷书、篆书、隶书等多种字体，另有一个“防海乱平勒碑”被迁移到了福宁府城隍庙。